# Бредлі Райт-Філліпс
Бредлі Едвард Райт-Філліпс (англ. Bradley Edward Wright-Phillips, нар. 12 березня 1985, Льюїсгем, Англія) — англійський футболіст, нападник. Молодший брат Шона Райт-Філліпса, син Іана Райта. Виступав, зокрема, за клуби «Манчестер Сіті» та «Саутгемптон», а також молодіжну збірну Англії.

## Клубна кар'єра
Вихованець футбольної школи клубу «Манчестер Сіті». Дорослу футбольну кар'єру розпочав 2004 року в основній команді того ж клубу, в якій провів два сезони, взявши участь у 32 матчах чемпіонату.
Своєю грою за цю команду привернув увагу представників тренерського штабу клубу «Саутгемптон», до складу якого приєднався 2006 року. Відіграв за клуб з Саутгемптона наступні три сезони своєї ігрової кар'єри. Більшість часу, проведеного у складі «Саутгемптона», був основним гравцем атакувальної ланки команди.
Згодом з 2009 по 2013 рік грав у складі команд клубів «Плімут Аргайл», «Чарльтон Атлетик» та «Брентфорд».
До складу клубу «Нью-Йорк Ред Буллз» приєднався 2013 року.

## Виступи за збірну
2005 року залучався до складу молодіжної збірної Англії. На молодіжному рівні зіграв у 5 офіційних матчах.

## Статистика виступів

### Статистика клубних виступів
| Сезон                          | Команда                        | Чемпіонат                      | Чемпіонат | Чемпіонат | Національний кубок | Національний кубок | Національний кубок | Континентальні кубки | Континентальні кубки | Континентальні кубки | Інші змагання | Інші змагання | Інші змагання | Усього | Усього |
| Сезон                          | Команда                        | Ліга                           | Ігор      | Голів     | Ліга               | Ігор               | Голів              | Ліга                 | Ігор                 | Голів                | Ліга          | Ігор          | Голів         | Ігор   | Голів  |
| ------------------------------ | ------------------------------ | ------------------------------ | --------- | --------- | ------------------ | ------------------ | ------------------ | -------------------- | -------------------- | -------------------- | ------------- | ------------- | ------------- | ------ | ------ |
| 2004–05                        | «Манчестер Сіті»               | ПЛ                             | 14        | 1         | КА+КЛ              | 1+2                | 0+0                | -                    | -                    | -                    | -             | -             | -             | 17     | 1      |
| 2005–06                        | «Манчестер Сіті»               | ПЛ                             | 18        | 1         | КА+КЛ              | 5+0                | 0+0                | -                    | -                    | -                    | -             | -             | -             | 23     | 1      |
| Усього за «Манчестер Сіті»     | Усього за «Манчестер Сіті»     | Усього за «Манчестер Сіті»     | 32        | 2         |                    | 8                  | 0                  |                      | -                    | -                    | -             | -             | -             | 40     | 2      |
| 2006–07                        | «Саутгемптон»                  | ФЛ                             | 39        | 8         | КА+КЛ              | 2+3                | 0+3                | -                    | -                    | -                    | -             | -             | -             | 44     | 11     |
| 2007–08                        | «Саутгемптон»                  | ФЛ                             | 39        | 8         | КА+КЛ              | 3+1                | 0+0                | -                    | -                    | -                    | -             | -             | -             | 43     | 8      |
| 2008–09                        | «Саутгемптон»                  | ФЛ                             | 33        | 6         | КА+КЛ              | 0+1                | 0+0                | -                    | -                    | -                    | -             | -             | -             | 34     | 6      |
| Усього за «Саутгемптон»        | Усього за «Саутгемптон»        | Усього за «Саутгемптон»        | 111       | 22        |                    | 10                 | 3                  |                      | -                    | -                    |               | -             | -             | 121    | 25     |
| 2009–10                        | «Плімут Аргайл»                | ФЛ                             | 15        | 4         | КА+КЛ              | 1+0                | 0+0                | -                    | -                    | -                    | -             | -             | -             | 16     | 5      |
| 2010-січ. 2011                 | «Плімут Аргайл»                | ФЛ                             | 17        | 13        | КА+КЛ              | 2+2                | 0+0                | -                    | -                    | -                    | -             | -             | -             | 21     | 13     |
| Усього за «Плімут Аргайл»      | Усього за «Плімут Аргайл»      | Усього за «Плімут Аргайл»      | 32        | 17        |                    | 5                  | 0                  |                      | -                    | -                    |               | -             | -             | 37     | 17     |
| січ.-лип.. 2011                | «Чарльтон Атлетик»             | ФЛ                             | 21        | 8         | КА+КЛ              | 0+0                | 0+0                | -                    | -                    | -                    | -             | -             | -             | 21     | 8      |
| 2011–12                        | «Чарльтон Атлетик»             | ФЛ                             | 42        | 22        | КА+КЛ              | 3+0                | 0+0                | -                    | -                    | -                    | -             | -             | -             | 45     | 22     |
| 2012–13                        | «Чарльтон Атлетик»             | ФЛ                             | 35        | 5         | КА+КЛ              | 1+1                | 0+0                | -                    | -                    | -                    | -             | -             | -             | 36     | 6      |
| Усього за «Чарльтон Атлетик»   | Усього за «Чарльтон Атлетик»   | Усього за «Чарльтон Атлетик»   | 97        | 36        |                    | 5                  | 0                  |                      | -                    | -                    |               | -             | -             | 102    | 36     |
| лют.-лип. 2013                 | «Брентфорд»                    | ФЛ1                            | 15        | 5         | КА+КЛ              | 2+0                | 0+0                | -                    | -                    | -                    | -             | -             | -             | 15     | 5      |
| Усього за «Брентфорд»          | Усього за «Брентфорд»          | Усього за «Брентфорд»          | 15        | 5         |                    | 2                  | 0                  |                      | -                    | -                    |               | -             | -             | 17     | 5      |
| 2013                           | «Нью-Йорк Ред Буллз»           | МЛС                            | 9         | 2         | U.S. Open Cup      | 2                  | 1                  | -                    | -                    | -                    | -             | -             | -             | 11     | 3      |
| 2014                           | «Нью-Йорк Ред Буллз»           | МЛС                            | 32        | 27        | U.S. Open Cup      | 3                  | 3                  | -                    | -                    | -                    | -             | -             | -             | 35     | 30     |
| 2015                           | «Нью-Йорк Ред Буллз»           | МЛС                            | 38        | 21        | U.S. Open Cup      | 4                  | 4                  | -                    | -                    | -                    | -             | -             | -             | 42     | 25     |
| 2016                           | «Нью-Йорк Ред Буллз»           | МЛС                            | 34        | 24        | U.S. Open Cup      | 2                  | 0                  |                      |                      |                      |               |               |               | 36     | 24     |
| Усього за «Нью-Йорк Ред Буллз» | Усього за «Нью-Йорк Ред Буллз» | Усього за «Нью-Йорк Ред Буллз» | 117       | 75        |                    | 11                 | 8                  |                      | -                    | -                    |               | -             | -             | 128    | 83     |
| Усього за кар'єру              | Усього за кар'єру              | Усього за кар'єру              | 376       | 157       |                    | 35                 | 11                 |                      | -                    | -                    |               | -             | -             | 445    | 168    |